# Enteralna ishrana
Enteralna ishrana je oblik arteficijalne ishrane koji podrazumeva unošenje hranljivih materija preko disgestivnog sistema. Ishrana bolesnika je važan deo lečenja, najčešće kao dopunska ili pomoćna teraija, a ponekad je i osnovni oblik terapije.  U širem smislu nutritivna ishrana obuhvata sve oblike ishrane bolesnika, dok u užem smislu obuhvata ishranu bolesnika sa izmenjenim mogućnostima za normalnu ishranu i primenjuje se kao enteralna i/ili intravenska (parenteralna) ishrana.
Enteralna ishrana se najčešće primenjuje kod bolesnika koji ne mogu da unose hranu prirodnim putem i na odgovarajući način i podrazumeva primenu modifikovane hrane, koja se u organizam unosi putem sondi ili preko nutritivnih stoma direktno u želudac ili početne delove tankog creva.

## Značaj
Enteralna ishrana koja se zasnova na fiziološkim principima unosa hrane u organizam, ima brojne prednosti u odnosu na intravensku ishranu, posebno posle razvoja savremenih nutritivnih formula i preciznih infuzionih sistema. Nutritivna podrška smanjuje posledice
gladovanja, održava funkciju organa i ubrzava oporavak.
Dugotrajna pošteda organa za varenje nepovoljno deluje na neurohumoralne mehanizme digestije i očuvanje anatomsko–funkcionalnog integriteta želudačnocrevne sluzokože, tako da se enteralna ishrana ne umanjuju značaj primene intravenske (parenteralne) ishrane u situacijama kada je ona metod izbora.
Prednosti enteralne ishrane u odnosu na intravensku ishranu ogledaju se u tome što se komplikacija javljaju ređe, a i ako se jave one su u blažem obliku.
Manje od 30% bolesnika na enteralnoj ishrani dobija 90% potrebnog energetskog unosa do trećeg-četvrtog dana; pa se dodatkom intarvenske ishrane na već postojeću enteralnoj ishranu može postići nutritivni od 100% nakon 4 dana.
Prednosti enteralne ishrane
- Prirodan put unosa hrane
- Preparati za enteralnu ishranu mogu da sadrže korisne materije kao što su probiotici, prebiotici i dijetna vlakna, kojih nema u parenteralnim rastvorima.
- Nema mogućnosti infekcije preko CVK i mala mogućnost za translokaciju bakterija
- Stimuliše imunski sistem u želudačnocrevnom sistemu
- Očuvan je integritet crevne i sintetska funkcija crevne sluzokože
- Očuvana je perfuzija creva
- Ona je jeftinija način ishrane u odnosu na intravensku ishrana i pacijentima obezbeđuje bolji kvalitet života i veći komoditet.

## Najčešći poremećaji zdravlja koji zahtevaju enteralnu ishranu
| Poremećaji | Indikacije (tipične bolesti) |
| --- | --- |
| - Proteinsko-energetska malnutricija (gubitak TT > 10% i/ili albumin <3,5 g/dl), - Normalna ishranjenost sa unosom hrane < 50% od energetskih potreba, - Hipermetabolička stanja | - maligne bolesti - cistična fibroza - anoreksija nervoza, teška depresija - usporen rast - miastenija gravis - teška srčana ili respiratorna insuficijencija - opekotine i povrede - HIV |
| - Poremećaj varenja, - Poremećaji apsorpcije, - Poremećaji metabolizma | - teška pareza želuca - zapaljenje pankreasa - urođeni poremećaji metabolizma - hepatorenalna insuficijencija - Kronova bolest - sindrom kratkih creva - radioterapija i hemioterapija    |
| - Neodgovarajuća ishrana na usta, - Poremećaji gutanja | - oštećenje centralnog nervnog sistema - neurološke bolesti - povrede lica, posebno usta ili jednjaka - maksilofacijalne bolesti - kongenitalne anomalije - koma                          |

## Kontraindikacije
Najvažnije kontraindikacije za enteralnu ishranu su:
- opstrukcija creva (ileus),
- uporno povraćanje,
- težak enterokolitis, radijacioni enteritis,
- smanjenje apsorptivne površine creva (manja od 60-80 cm)
- krvarenje iz gornjih partija digestivnog sistema,
- nepristupačan gastrointestinalni sistem,
- sepsa.

## Komplikacije
Specifično za enteralnu ishranu je češća pojava hipervolemije, osmotske dijareje (proliva) i poliurije sa dehidratacijom zbog unosa velike zapremine hrane ili hiperosmolarnih enteralnih preparata. Zato sprovođenje enteralne ishrane treba započeti sa malim količinama i nastaviti postepenom primenom sve obilnijim obrocima. Komplikacija u enteralnoj ishrani i mogu se ispoljiti kao:
Mehaničke komplikacije
Najčešće mehaničke komplikacije su želudačnocrevne. Ovaj oblik komplikacija u enteralnoj ishrani sve je ređi zbog velikog napretka u tehnologiji. 
Metaboličke komplikacije
Metaboličke komplikacije kod enteralne ishrane su obično rezultat neodgovarajućeg nutritivnog plana ili insuficijentnog monitoringa nutritivne terapije. Ovaj oblik komplikacija u enteralnoj ishrani slične je etiologije kao kod intravenske ishrane, ali se one javljaju ređe i lakšeg su
oblika.

## Proizvodi za enteralnu ishranu
Postoje tri osnovne vrste proizvoda koji se koristi u enteralnoj ishrani:
- Uobičajena hrana miksovana i propasirana (mleko i proizvodi od mleka, jaja, buter, bujoni, pasirano meso, pire od voća i povrća),
- Preparati u prahu kojima se dodaje voda ili mleko u toku pripreme za upotrebe
- Gotovi farmaceutski proizvodi.